# Пензин, Сталь Никанорович
Сталь Никанорович Пензин — советский и российский киновед, медиапедагог.

## Биография
Родился в городе Сызрани Куйбышевской области (ныне Самарская область). С 1933 года семья жила в Воронеже. 
В 1955 году окончил Воронежский государственный университет, работал журналистом в Архангельске, а затем оператором телевидения в Воронеже. В 1968 году окончил аспирантуру Всесоюзного государственного института кинематографии, защитив под руководством Николая Алексеевича Лебедева диссертацию на соискание учёной степени кандидата искусствоведения по теме «Некоторые проблемы теории и практики телевизионной пропаганды киноискусства».
Более 20 лет преподавал эстетику в Воронежском государственном институте искусств, затем культурологию в Воронежском государственном университете. В сферу его научных интересов входили проблемы теории киноискусства, истории кино и кинообразования. Он автор 16 монографий и учебных пособий и более 40 научных публикаций. Печатался в центральной и воронежской прессе.
Пензин был также организатором сети воронежских клубов интеллектуального кино, президентом Воронежского киноклуба им. В. М. Шукшина, с 1987 года входившего в Федерацию киноклубов РФ, где под его руководством была создана уникальная система медиаобразования.
В 2010, 2011 годах был председателем жюри Международного молодёжного фестиваля короткометражного кино и анимации «Новый Горизонт», на котором в 2012 году был учреждён приз его имени.
Он стоял у истоков движения кино-и медиаобразования в России, был членом Союза кинематографистов России, членом Гильдии киноведов и кинокритиков России, членом Ассоциации кинообразования и медиапедагогики России, членом редколлегии журнала «Медиаобразование». Лауреат Премии Союза кинематографистов (1987), Гильдии киноведов и кинокритиков России (2002), лауреат научно-исследовательских грантов Министерства образования РФ (программа «Университеты России», 2002—2005).
Последней работой Пензина стало историко-краеведческое исследование «Кино в Воронеже». В нём автор поделился личным опытом кинозрителя, рассказал историю воронежских кинотеатров, посвятил отдельные очерки кинематографистам, чьи имена связаны с Воронежским краем.
Умер 3 августа 2011 года в Воронеже.
11 ноября 2012 года в кинотеатре «Пролетарий», где проходили показы первого воронежского киноклуба «Друзья десятой музы», в память о Пензине была открыта мемориальная доска, а также состоялась презентация сборника «Другой рядом с тобой», который среди прочего содержит воспоминания учеников, коллег и друзей.

## Избранная библиография
- Уроки кино. — М.: Всесоюз. бюро пропаганды киноискусства, 1986. — 64 с.
- Кино и эстетическое воспитание: методологические проблемы. — Воронеж: Издательство Воронежеского университета, 1987. — 173 с.
- Кино Андрея Платонова. — Воронеж: Номос, 1999. — 50 с.
- Мой Воронеж после войны. — Воронеж: Изд.-полигр. центр ВГУ, 2008. — 266 с.
- Мир кино: учеб.-метод. пособие. — Воронеж: Изд.-полигр. центр ВГУ, 2008. — Ч. 1. — 53 с.
- Кино в Воронеже. — Воронеж: Издательско-полиграфический центр ВГУ, 2011. — 272 с.